# マタガルパ
マタガルパ（西: Matagalpa）は、ニカラグアの中央部に位置する都市で、マタガルパ県の県都。人口は16万7613人（2021年）。首都マナグア以外の都市では最も商業が盛んで、「北の真珠」や「常春の地」と形容される。

## 地名

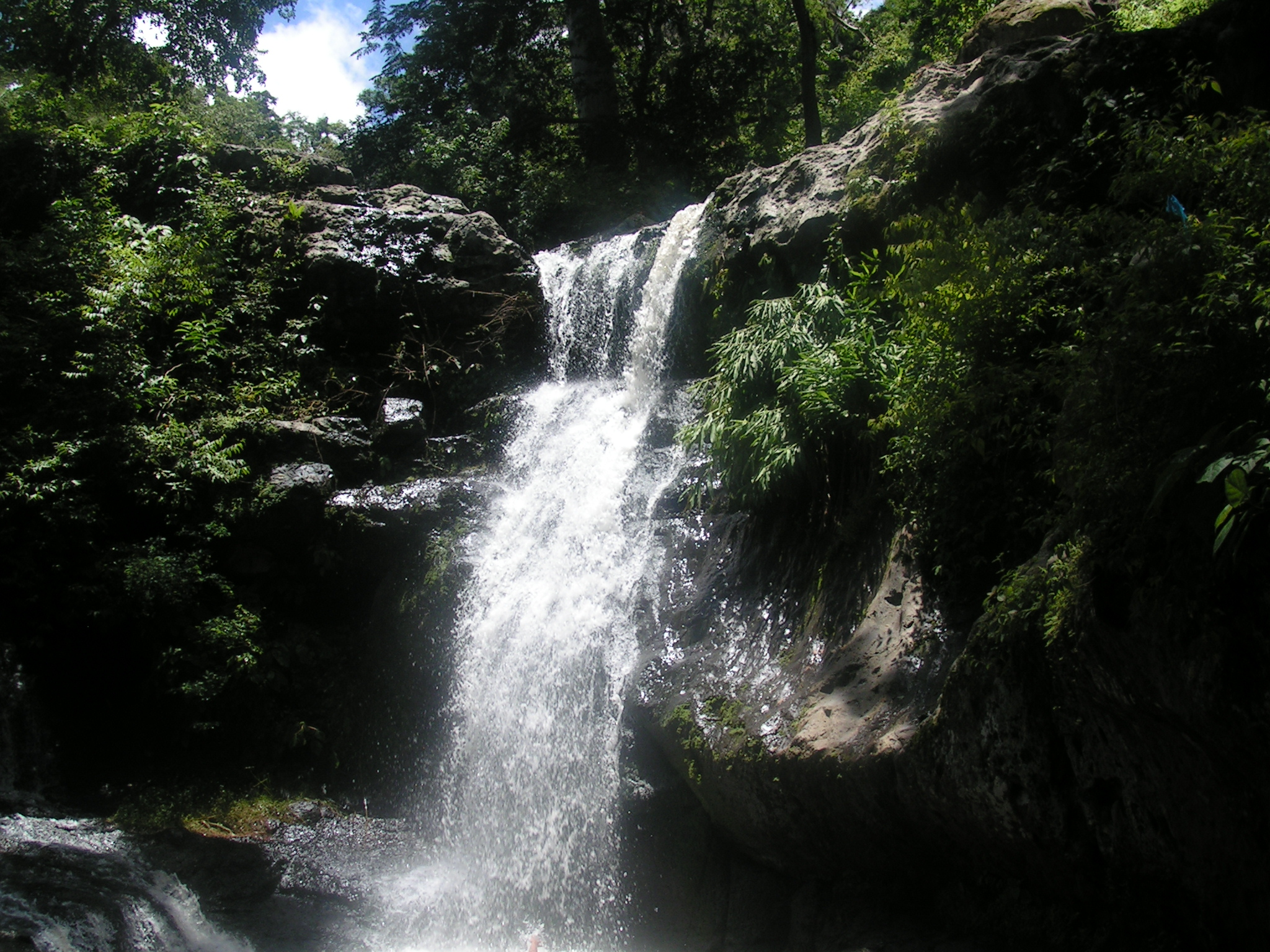
アパンテ地区にある滝

1898年から1959年にかけこの地で暮らしたカトリック司祭、ギリェルモ・キエネは、マタガルパという地名をスモ語で「岩のあるところへ行こう」という言葉から生まれたものと考えた。しかし、地名の謂れには他にも「水の横」や「山のなか」という説もある。事実、マタガルパにはグランド川が流れ、さらに美しい雄大な山々が取り囲んでいる。

## 歴史

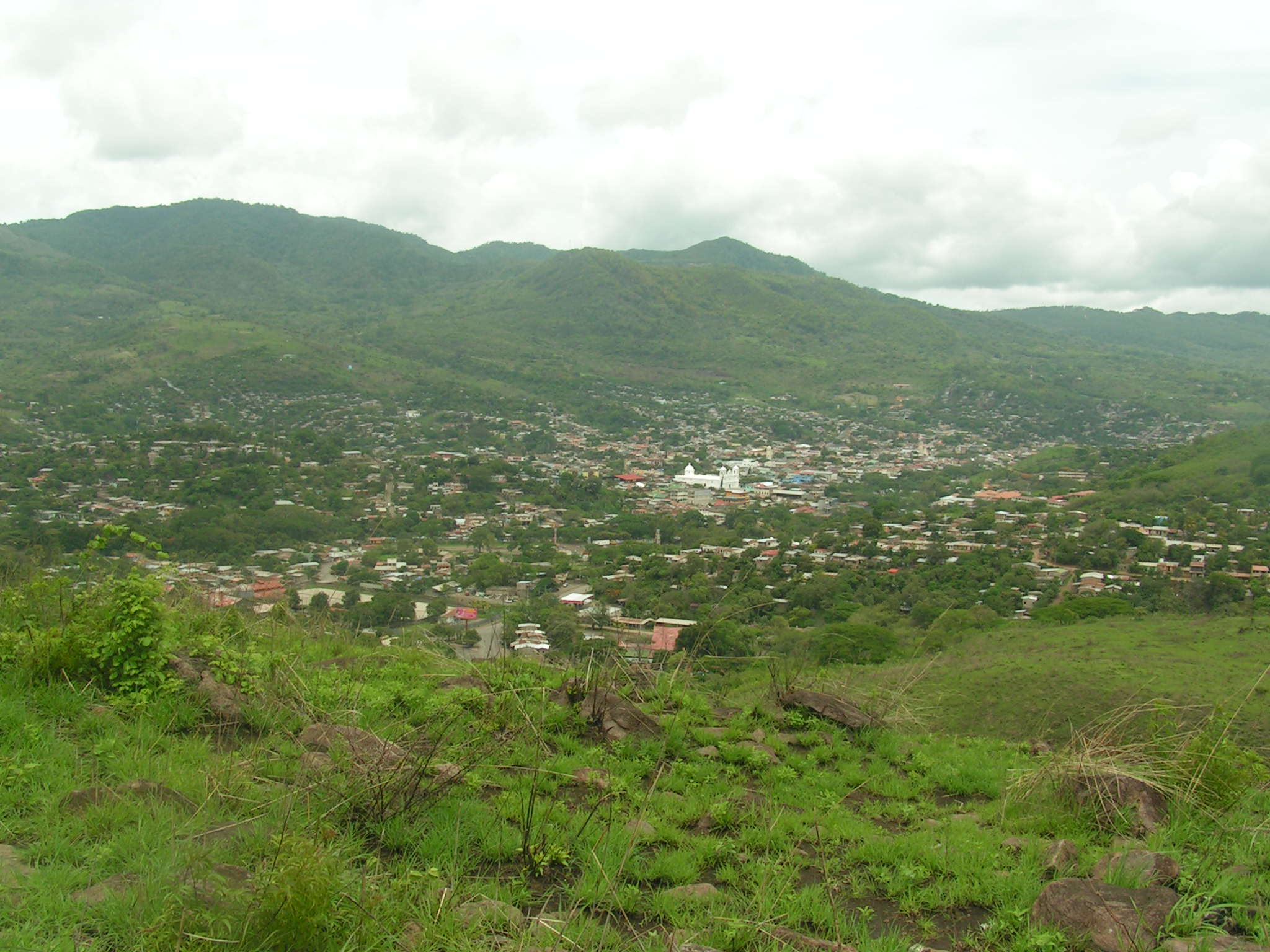
近くの丘から見た市街

古来、マタガルパは先住民の村だった。マタガルパの先住民族は独自の言語を持っていたが、1875年に消失したと考えられている。フィラデルフィアのアメリカ哲学図書館には97文字から成るマタガルパ語の文献が保存されている。
マタガルパは1554年、「北の海」に至る河川を探していたスペイン人により建設された。スペインによるニカラグア入植は太平洋岸から始まったため、スペイン人は太平洋を「南の海」と、カリブ海を「北の海」と呼んだ。
カリブ海と太平洋との大陸分水界に位置するマタガルパには、イギリスがモスキート海岸を制し、太平洋側でスペインが植民活動をしていた植民地時代の物語が残っている。
1850年にマタガルパで金が発見されると、多くのスペイン人やメキシコ人とともに、一攫千金を夢見てドイツ移民もやってきた。そのなかでも、ハノーファー出身のルートヴィヒ・エルスターとシュヴァルツヴァルト出身のカタリーナ・ブラウンの2人はこの地で初めてコーヒーの木を植え、なった実をドイツ本国で売り財を成したとしてよく知られている。このコーヒー生産に憧れ、さらに120人のヨーロッパ移民がやってきた。彼らの多くはマタガルパの女性と結婚したため、今でも多くの子孫がこの地に住んでいる。
ウィリアム・ウォーカーがニカラグア大統領に就任した1856年、マタガルパには多くのニカラグア人が彼の侵攻から逃れやってきて、さながら駆け込み寺となった。この地で愛国者達がエヘルシト・デル・セプテントリオン（北部陸軍）を結成し、同年9月14日にウォーカー側のホセ・ドロレス・エストラーダと交戦、勝利を収めた。
1930年にはデンマーク移民がやってきて高地に入植したが、後に先住民が反乱を起こし街を攻撃すると本国に帰っていった。しかし、グレン家とメラー家の二家族は残留した。
1978年8月28日、ソモサ家独裁に反対する学生ら約500人がバリケードを築き、マタガルパの町を占拠。同月31日には軍部が戦車やヘリコプターを動員して市内を制圧した国民が政府から離反する動きは不可逆的なものとなった。が、占拠はニカラグア革命への流れを決定づける動きの一つとなった。
現在、マタガルパ県は首都マナグアに次ぐニカラグア第二の県となっており、最も産業が多角化している。近年は県内各地から大量の移民（主に農民）が流入してきており、インフラや環境が課題となっている。
マタガルパとヒノテガ市をむすぶ30kmの道路はその美しい車窓で知られる。また、ヒノテガから火山の近くを通る道路を140kmほど行くと太平洋に達する。
近年では歴史学、考古学、植物学、人類学の専門家らが調査研究のためこの地に入るほか、最初の入植者のアメリカやヨーロッパの子孫も祖先の足跡をたずねて訪れている。

## 経済

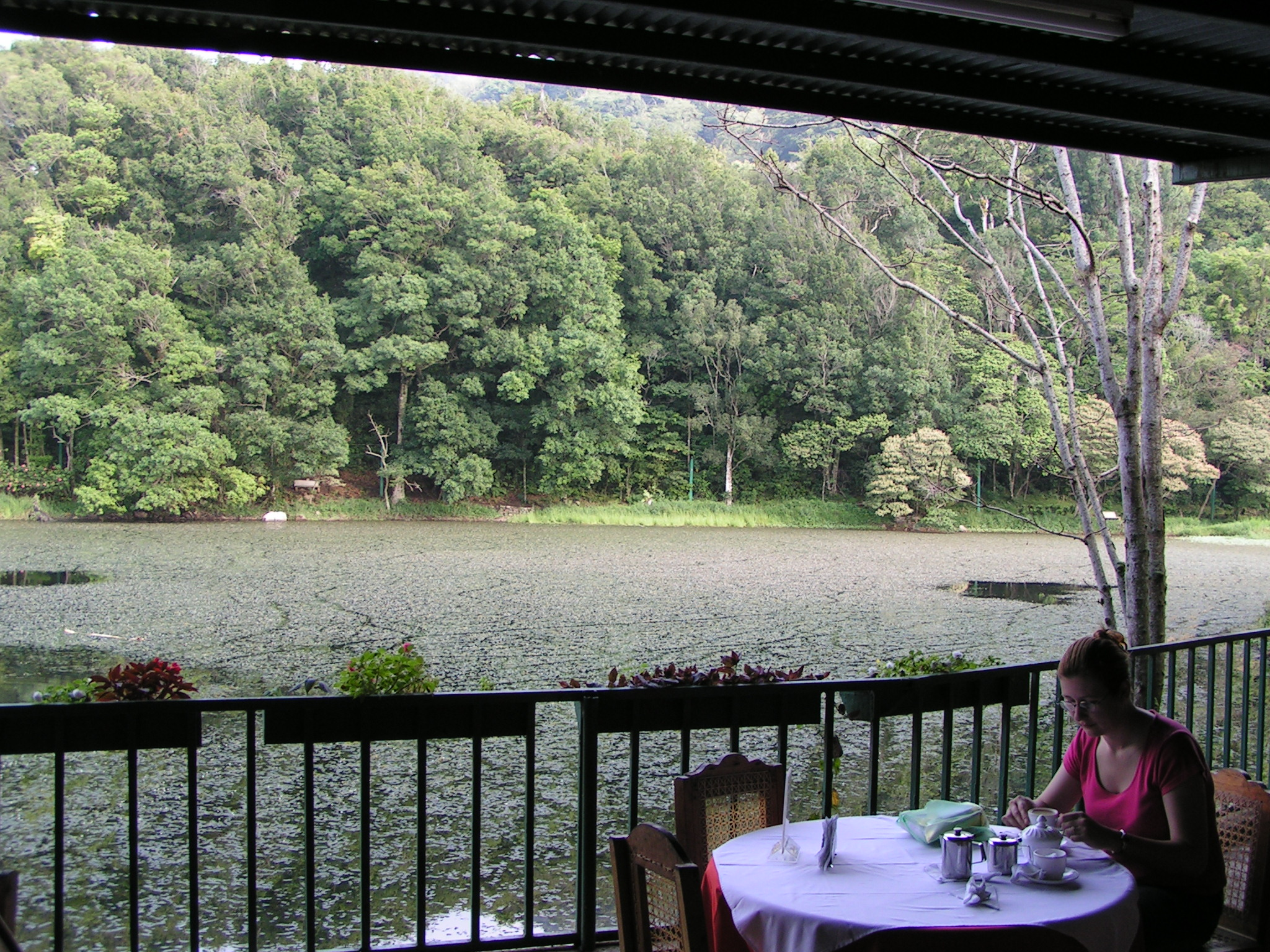
セルバ・ネグラ山岳リゾート

マタガルパでは多角的な農業が営まれており、牛肉、チーズ、コーヒー豆、カカオ豆、タマネギ、トマトなど、さまざまな青果が栽培されている。花き、木材、トウモロコシ、豆類、オレンジ・グレープフルーツ・バナナ・オオバコなどの果物、ブロッコリーやカリフラワーをはじめとする野菜は地元で消費される。
マタガルパはよいコーヒー豆、牛肉、牛乳、野菜、花きの産地として知られ、またエコツーリストの間ではこの地の山々も人気がある。山地にはアランフェス、サンタ・マリア・デ・オストゥマ、セルバ・ネグラなどの山地リゾートがある。
マタガルパの経済は大部分が観光に依存しており、大自然を売りにビジネスを展開している。マタガルパ・ツアーズなどの観光事業者が市街や近郊でツアーを催している。
近年、ドイツ政府の出資により飲料水システムと新廃水処理施設が整った。マナグア＝セバコ高速道路の拡張工事も完成間近である。

## 気候
マタガルパや近隣のヒノテガは、一年を通じて春のような気候が続く。標高700m以上の高地に位置するマタガルパの気温は一年で26℃から28℃の間で推移し、湿度は75%から85%の間で推移する。年間降水量は1200mmから1900mm。

## ゆかりの人物
- ナサリオ・ベガ - 知事、大聖堂の建築者
- バルトロメ・マルティネス - 1923年から24年のニカラグア大統領
- カルロス・フォンセカ・アマドール - サンディニスタ民族解放戦線創設者
- バイロン・ロハス - プロボクサー（WBA・IBO世界ミニマム級スーパー王者）

## ギャラリー

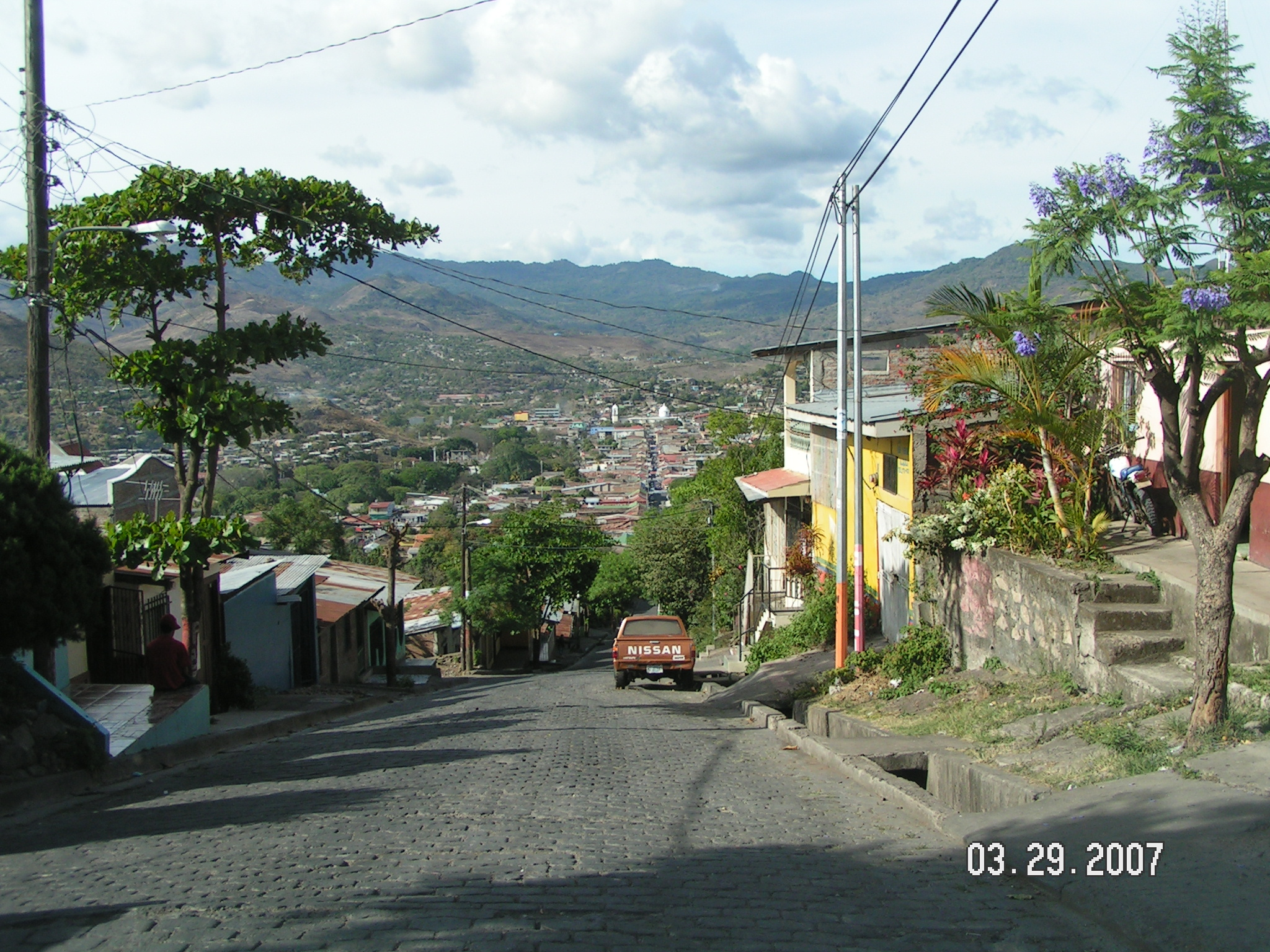
メインストリート
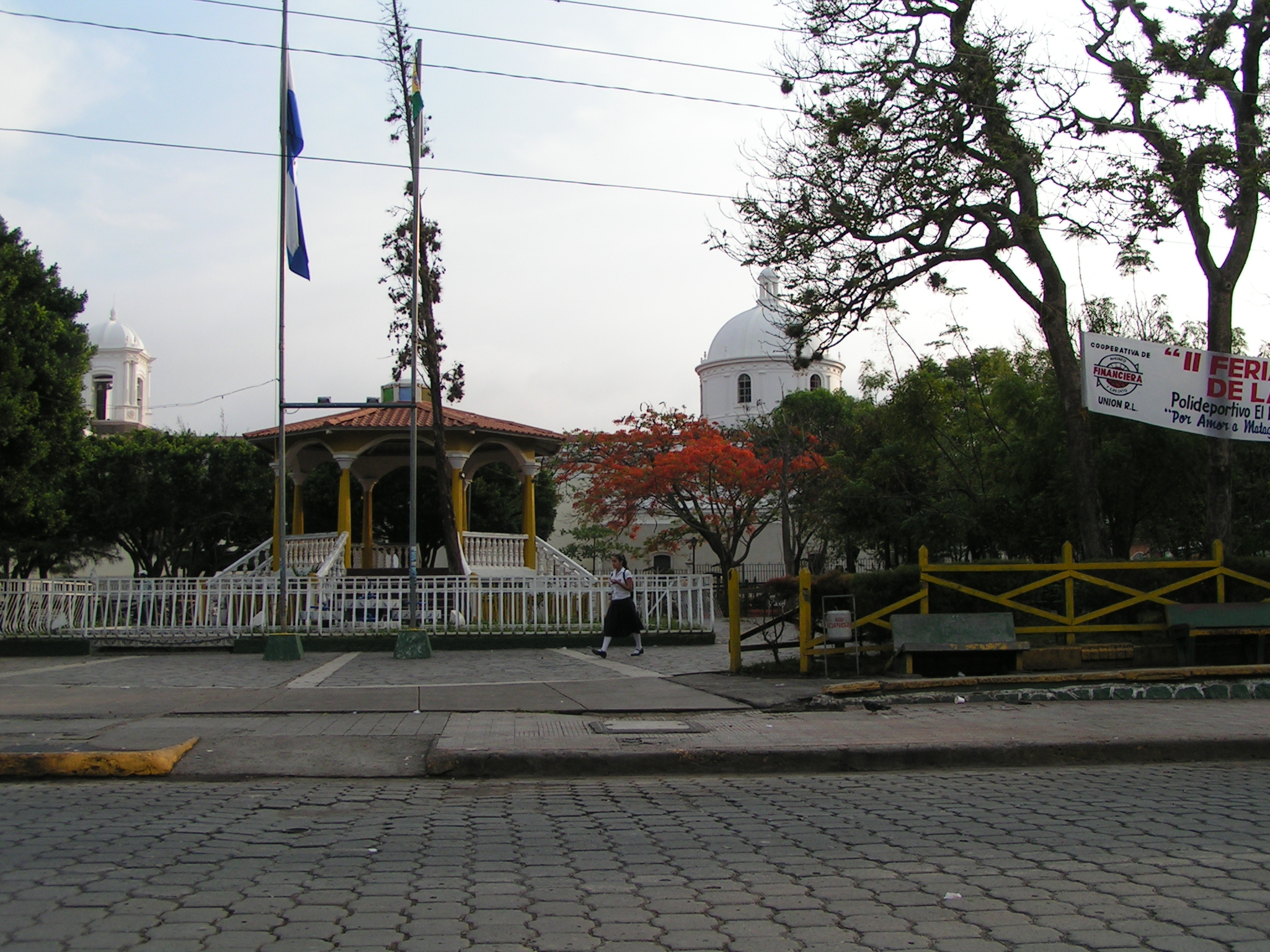
モラサン公園を通って通学する児童
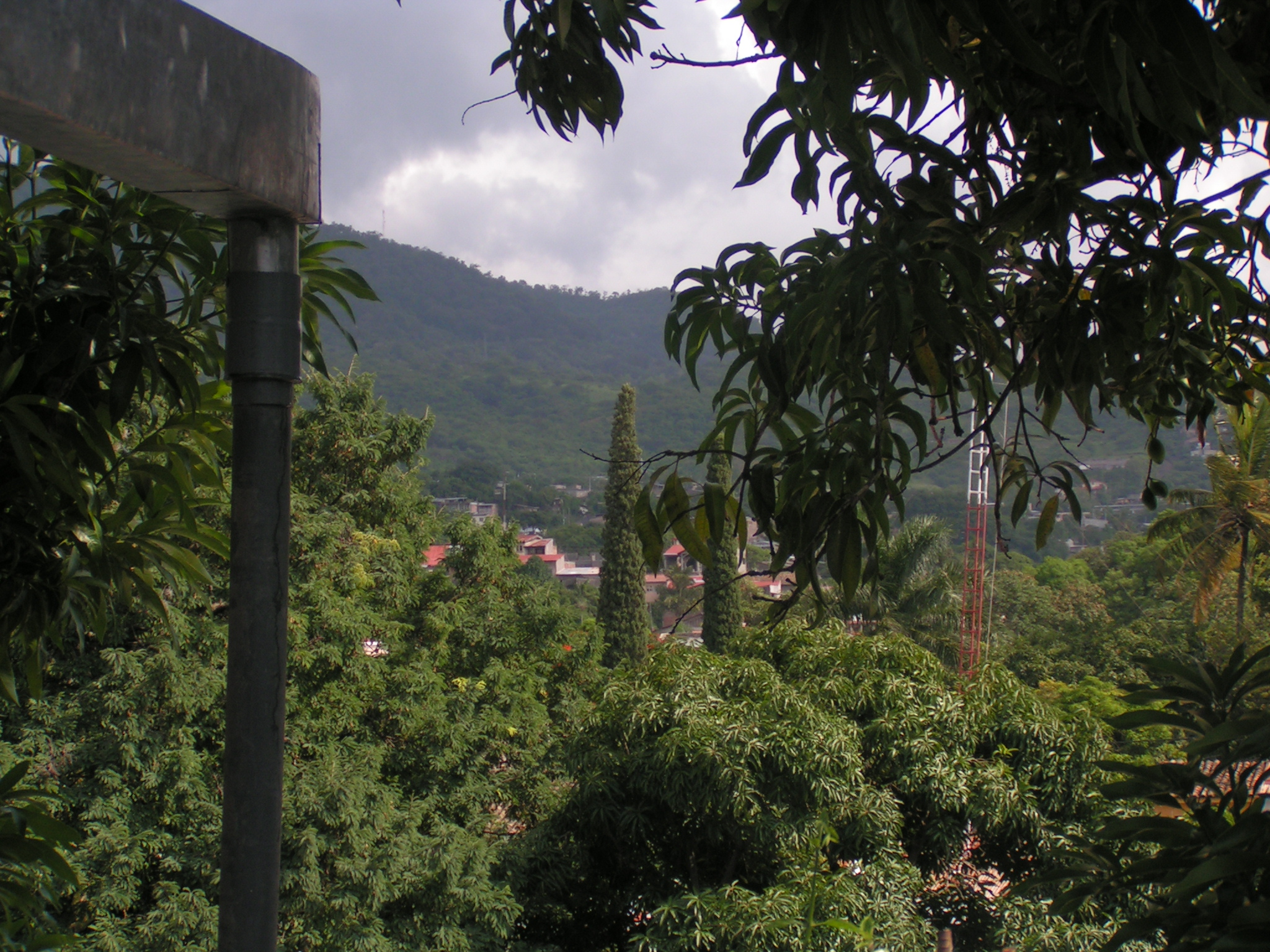
モラサン公園や大聖堂の近くにある邸宅の二階からの眺め
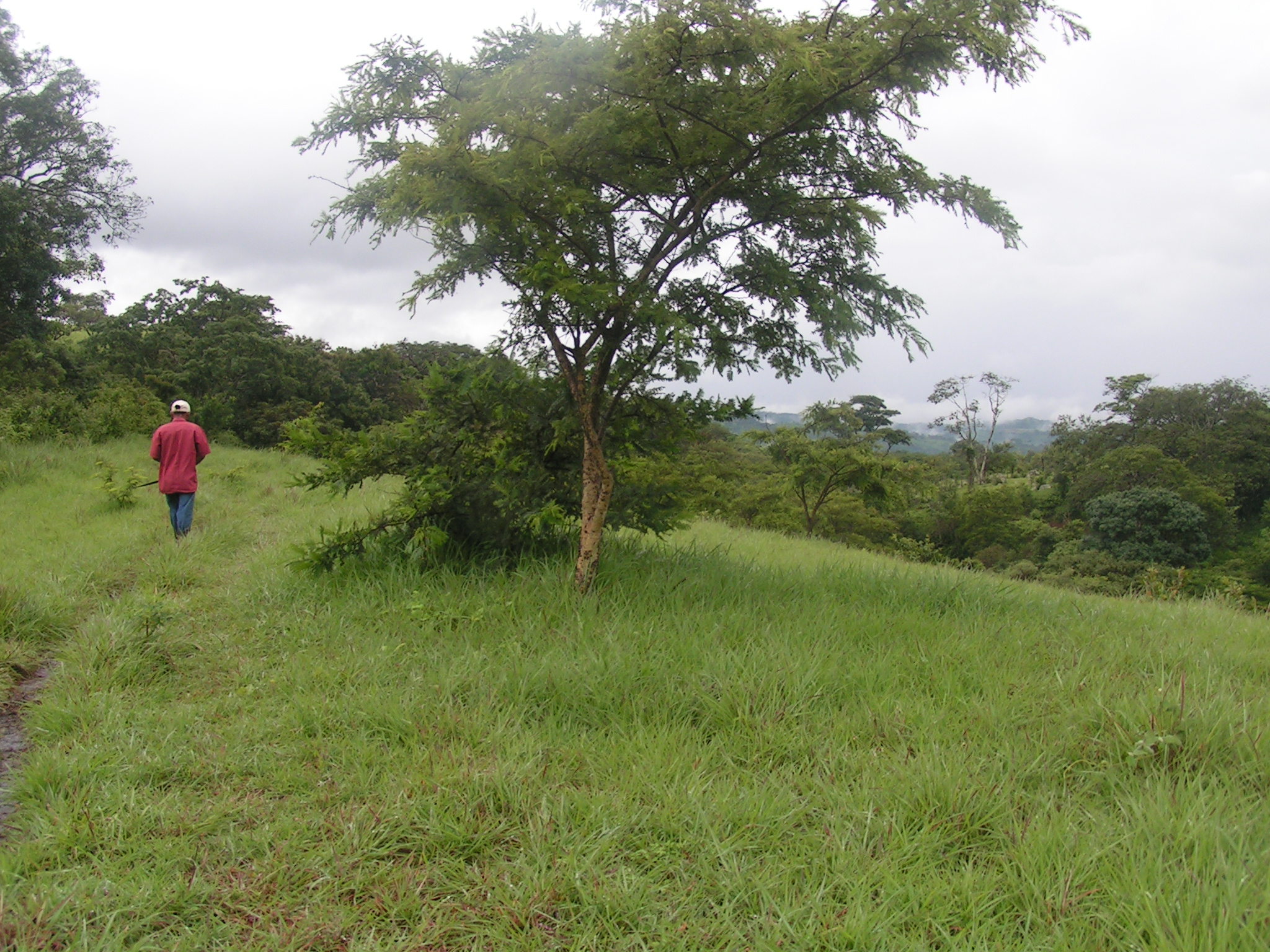
市街を見下ろすところにあるアパンテ地区
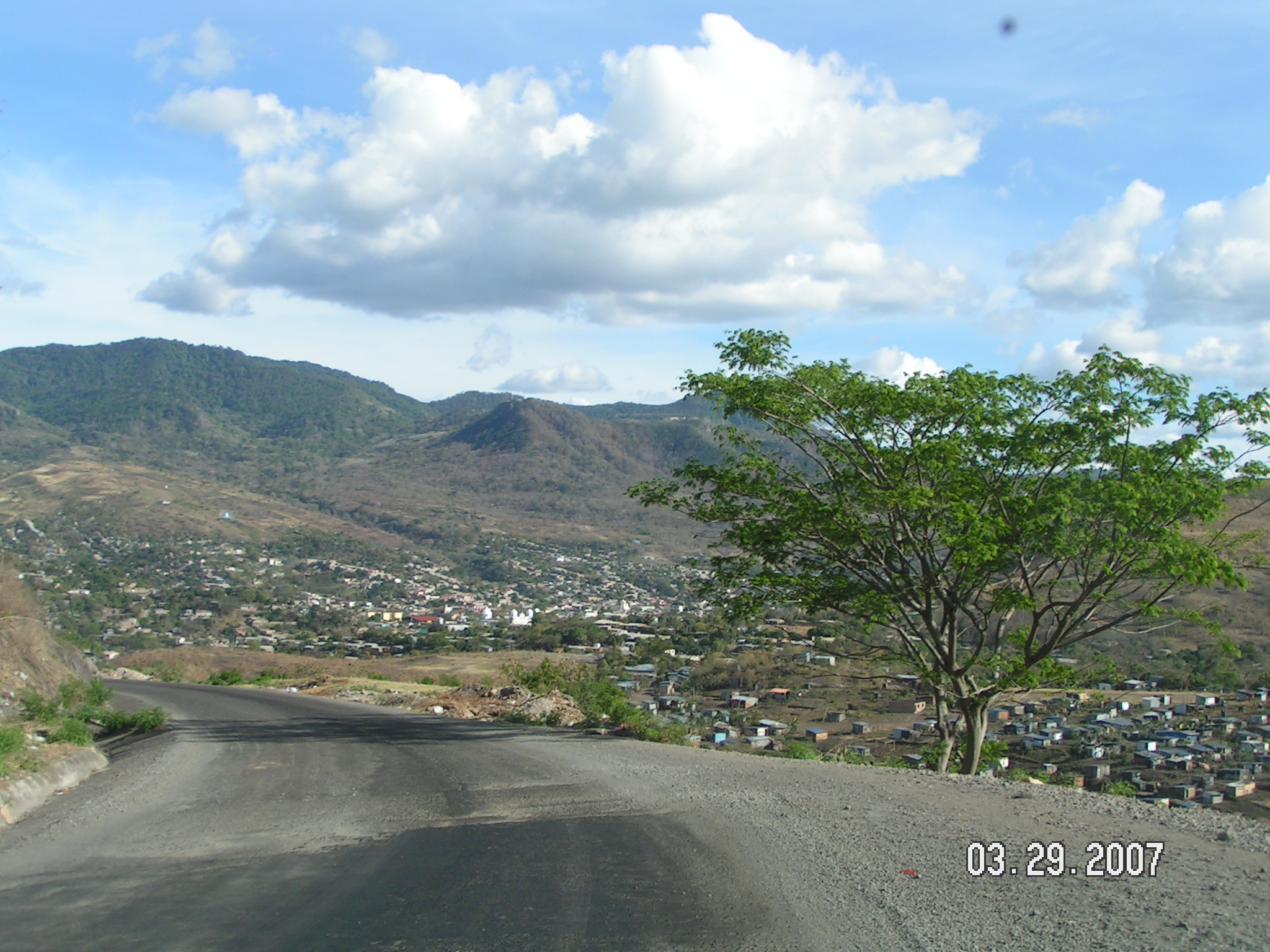
乾季、マタガルパとヒノテガをむすぶ道路から市街を見る
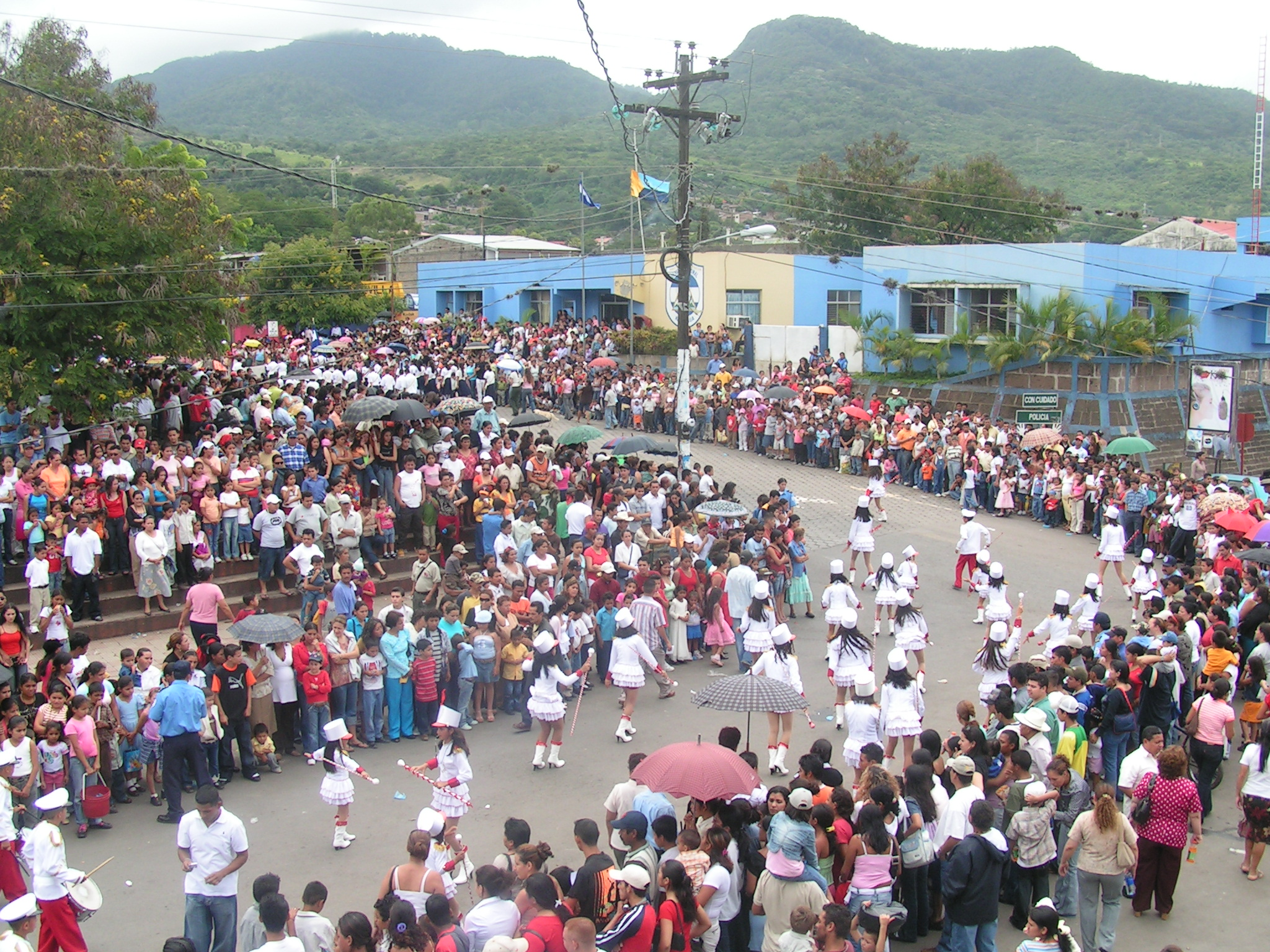
2007年の独立記念日パレード
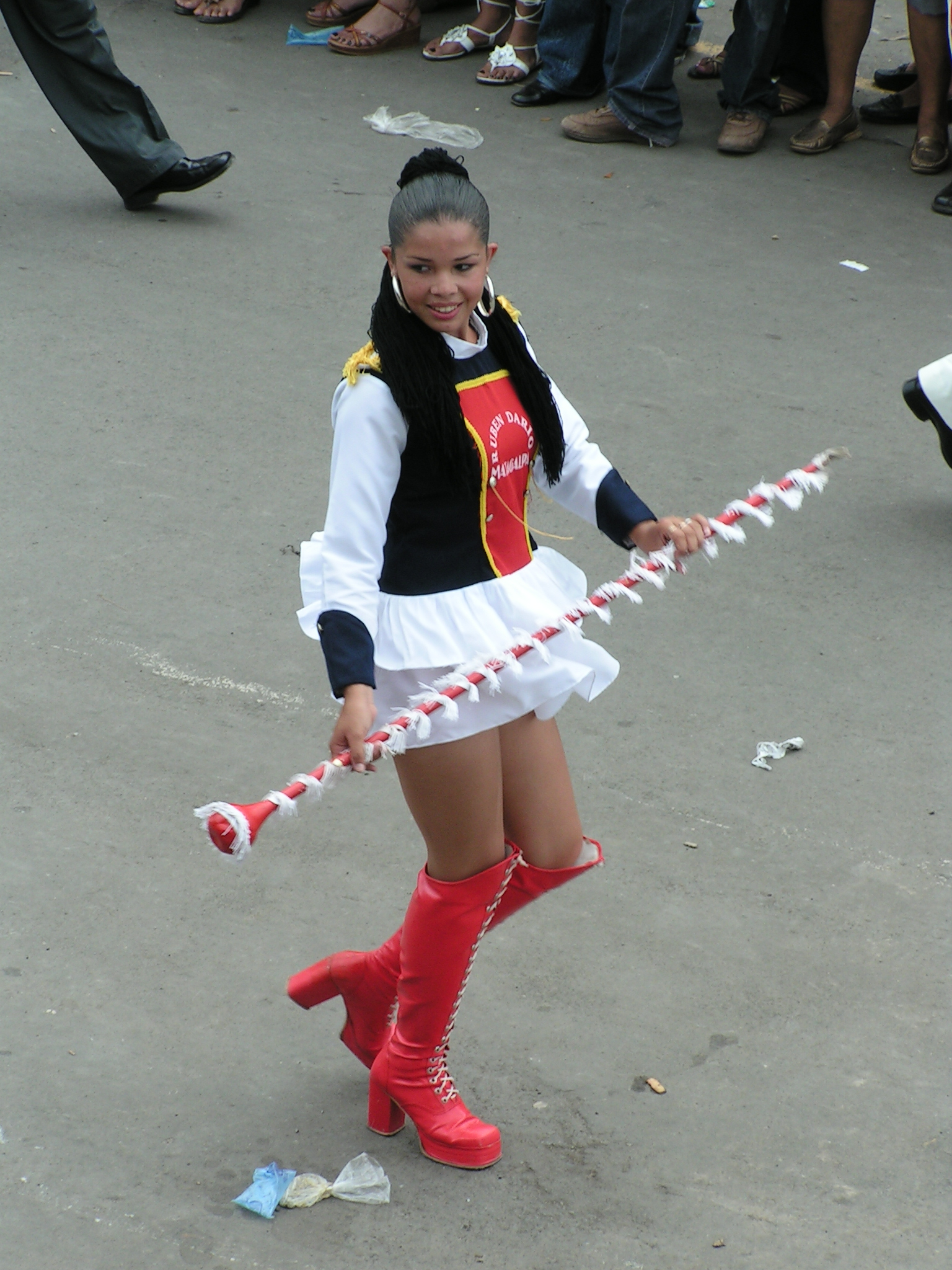
2007年の独立記念日パレード
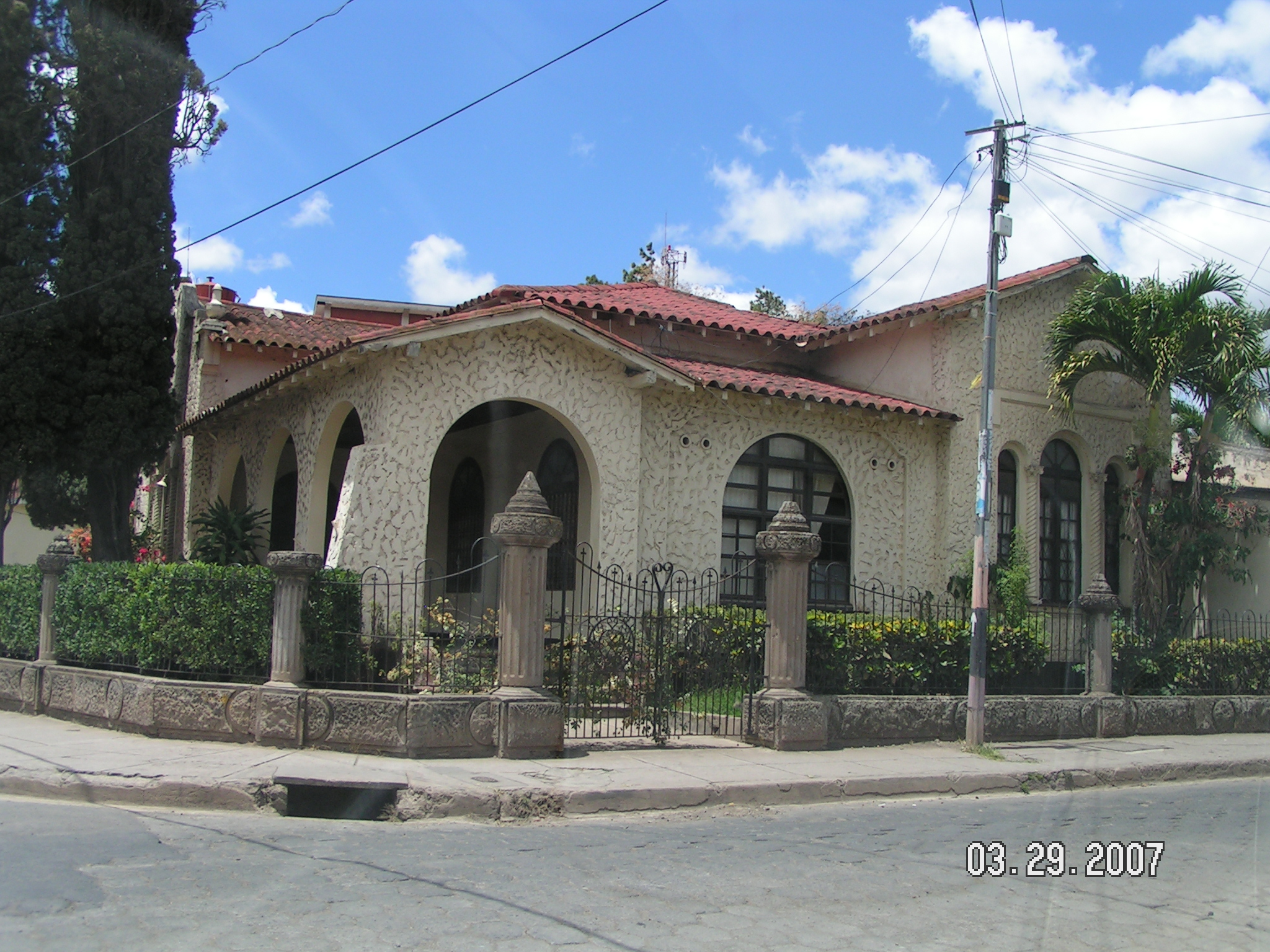
住宅
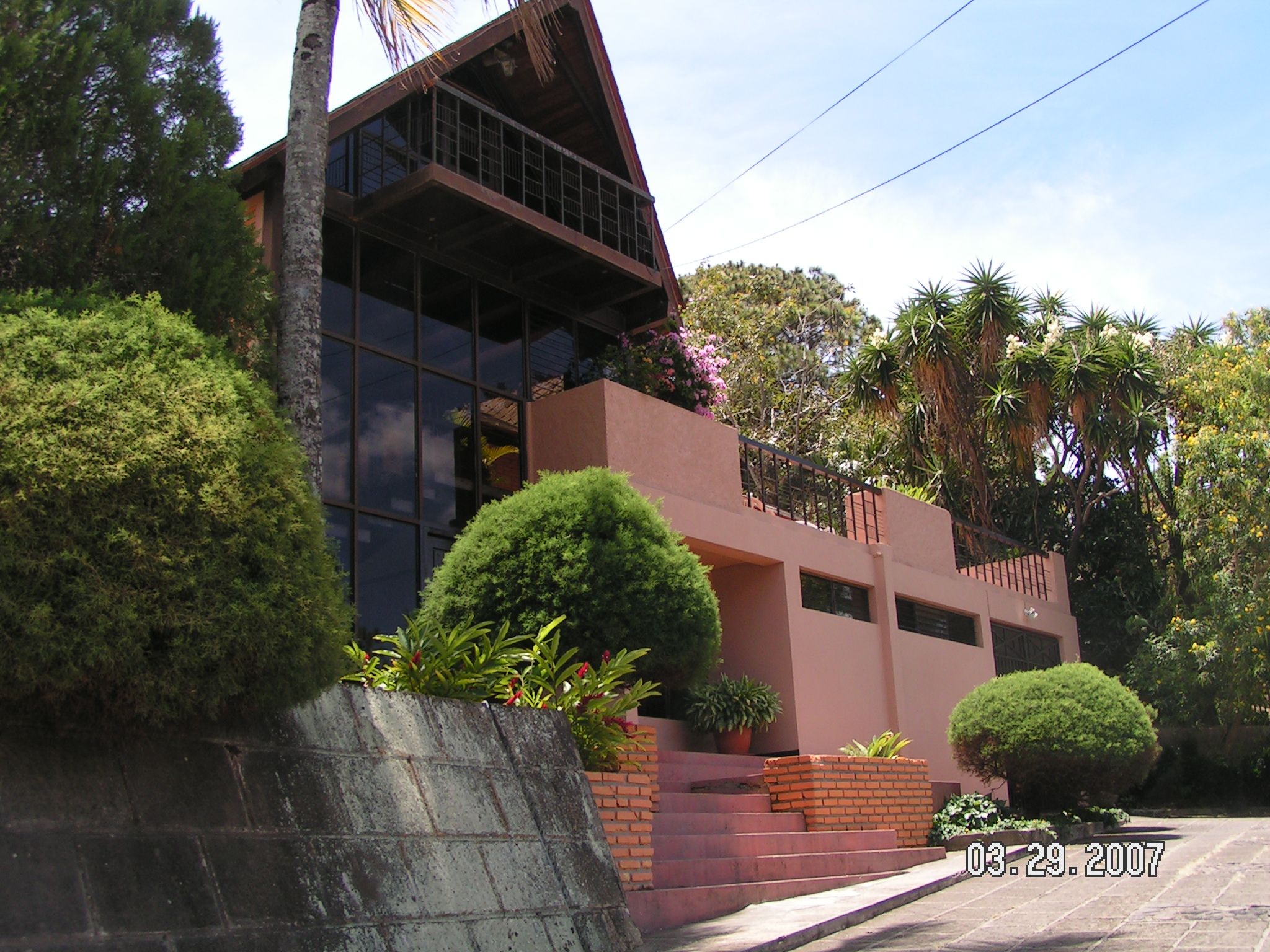
住宅
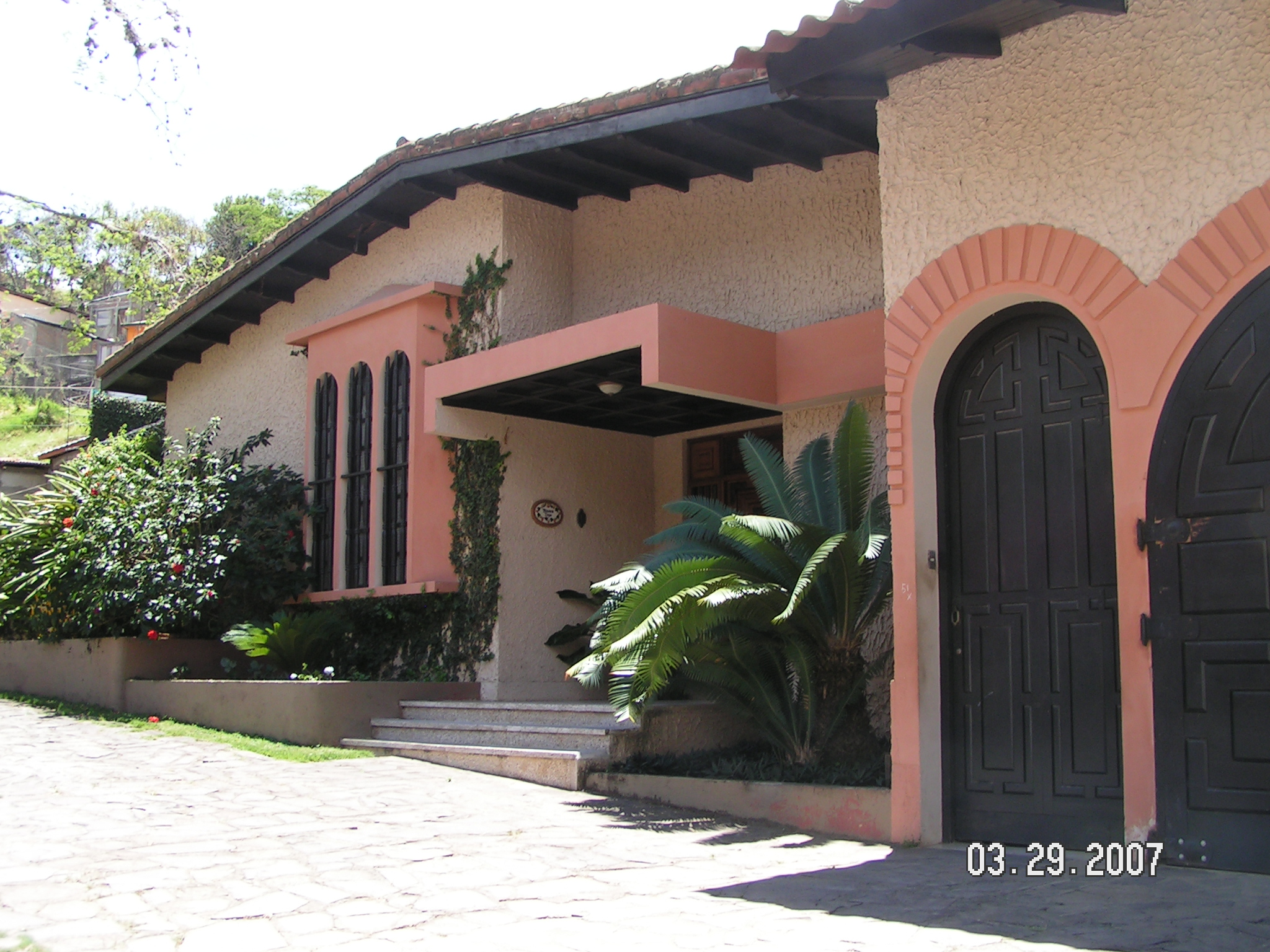
住宅
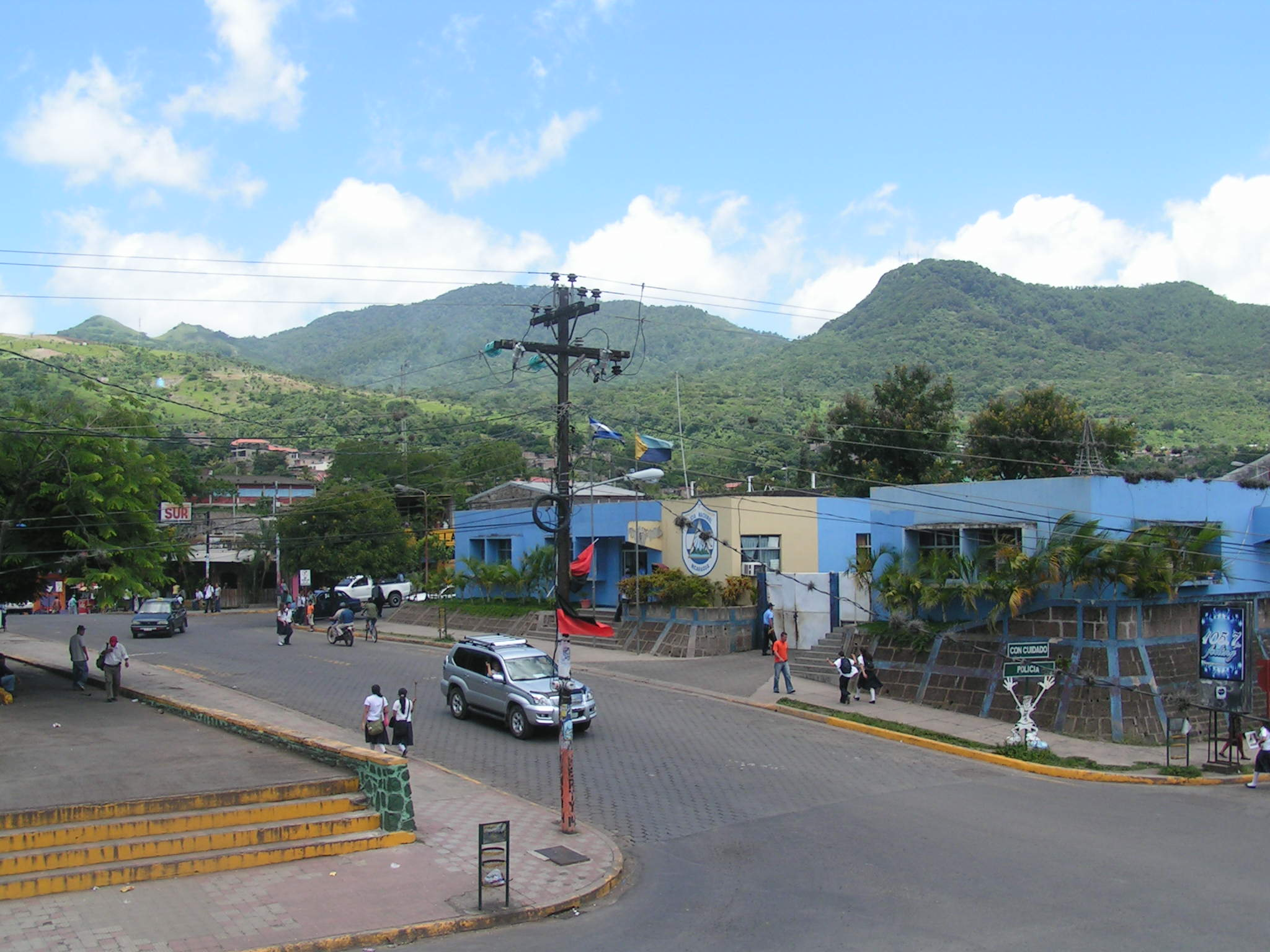
警察署